# 이디나 멘젤
이디나 멘젤(영어: Idina Kim Menzel, 1971년 5월 30일 ~ )은 미국의 배우이자 가수이다. 뮤지컬 《위키드》(Wicked)로 토니상 뮤지컬 여우주연상을 받았다. 디즈니 애니메이션 영화 《겨울왕국》 시리즈의 엘사 역을 통해 전 세계적으로 이름을 알렸다.

## 음반 목록
- Still I Can't Be Still (1998)
- Here (2004)
- I Stand (2008)
- Live: Barefoot at the Symphony (2012)
- Holiday Wishes (2014)
- idina. (2016)
- Christmas: A Season of Love (2019)

## 출연 작품
- 마법에 걸린 사랑 - 낸시 트레메인 역
- 겨울왕국 - 엘사 역 (목소리, 천만영화)
- 주먹왕 랄프 2: 인터넷 속으로 - 엘사 역 (목소리)
- 겨울왕국 2 - 엘사 역 (목소리, 천만영화)
- 언컷 젬스 - 디나 역
- 마법에 빠진 사랑 2 - 낸시 트레메인 역
- 내 성인식에 절대 오지 마! - 브리 프리드먼 역
- 위키드 - 에메랄드 시티 우먼 역

## 기타
- 위키드의 엘파바와 겨울왕국의 엘사를 연기하여 그녀의 두 배역이 엮이는 일이 있었다. 참고로 해당 배역들도 둘 다 이름이 '엘'자로 시작하여 '엘사바'라는 이름도 생겼었다.